# Åke Warnstad
Åke Warnstad, född Svensson 13 oktober 1918 i Älvros i Härjedalen, död 26 september 2006 i Arvika, var en svensk keramiker och spelman (fiol).

## Biografi
Åke Warnstad var son till specerihandlaren Simon Svensson och läraren Hillevi Johansson och växte upp på Oppstuga i Arvika.
Warnstad var lärling hos sin morbror krukmakaren Ivar Johansson och 1934 anställdes han vid Viktor Axelssons krukmakeri på Anneborg i Arvika där hans huvudsakliga uppgift var att dreja filbunkar. När Axelsson avled 1946 ropade Warnstad och hans maka Ulla in gården och keramikverkstaden på auktionen. Tillsammans med arbetskamraten Gustav Persman drev de keramikverkstaden som kompanjoner under namnet Arvika Keramik fram till 1956. Han drev därefter verksamheten ensam fram till 1959, då han sålde Anneborg och köpte Ragnar Anderssons modernare ateljéverkstad på Ålgården. Där fortsatte han ensam fram till 1979 då han gick i pension.
Hans keramik består av glaserat lergods i traditionell stil där bränningen skedde i elektrisk ugn. Han hade kärlek för blått och brunt och lät ofta de två färgerna flyta samman. Under de sista åren använde han en fixerspruta med vilken han sprutade på kobolt och mangan, sedan doppade han kärlet i en transparent glasyr. Det blev mycket effektfullt. Ibland ristade han mönster i lergodset, när det hade torkat så att det inte smetade av sig lade han på ett lager med glasyr.
2009 genomfördes en minnesutställning på Rackstadmuseet med Warnstads keramikföremål.